# Elvio Monti

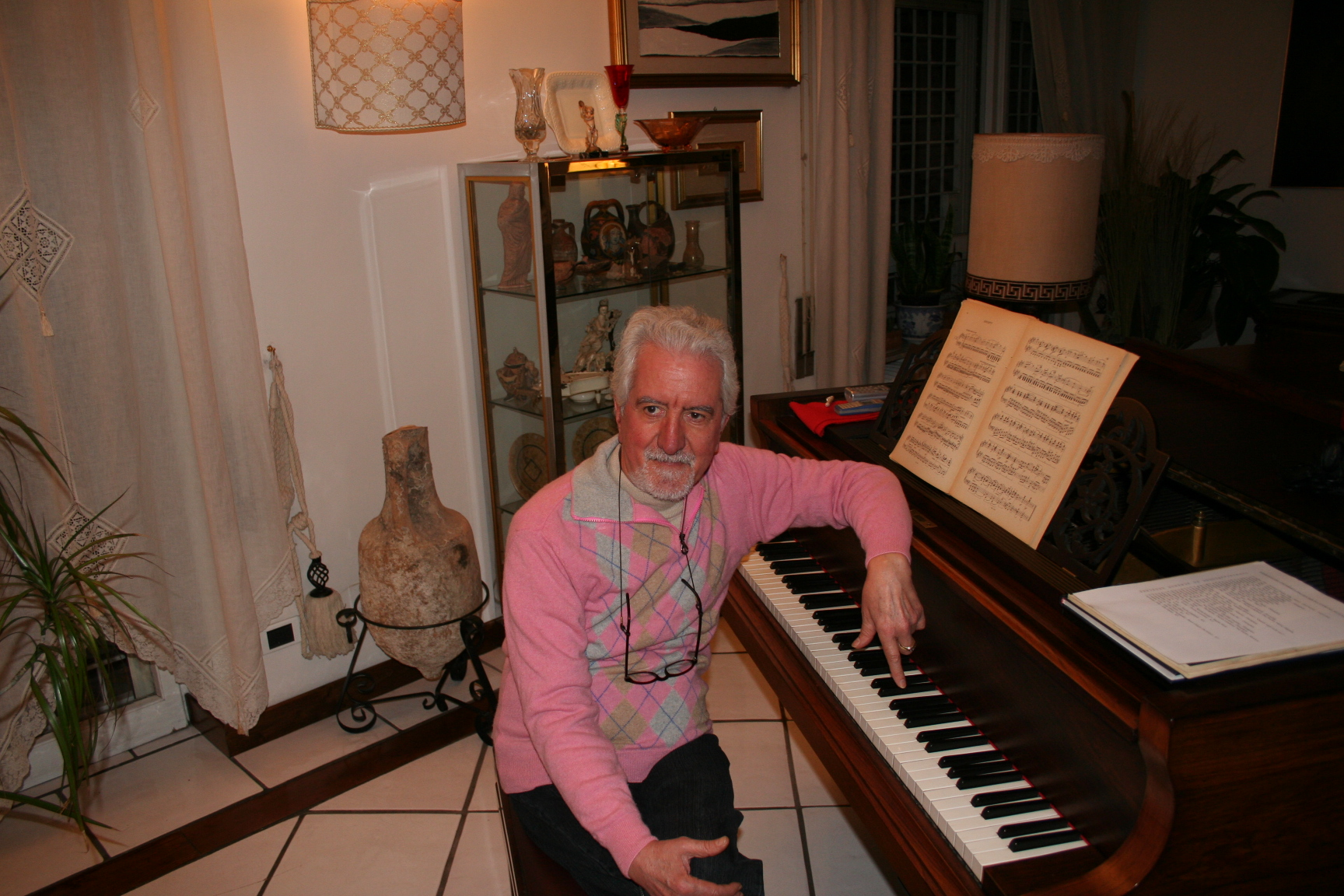
Elvio Monti

Elvio Monti (Genova, 10 aprile 1934) è un compositore, arrangiatore e direttore d'orchestra italiano.

## Biografia
Inizia l'attività di musicista, dopo gli studi al Conservatorio, diventando il pianista d'accompagnamento di Claudio Villa.
Nel 1962 riscuote successo come compositore, scrivendo con Michele Lacerenza la musica di Fontane d'Italia, portata al successo da Claudio Villa (il testo è di Ottavio de Stefano).
Ha collaborato con Fabrizio De André durante la prima parte della carriera del cantautore genovese, in veste di arrangiatore e direttore d'orchestra della casa discografica Karim, e ha anche firmato la musica di alcuni brani ("Per i tuoi larghi occhi" e "La città vecchia") e alcuni arrangiamenti (i brani citati, più altri come "Delitto di paese", "Fila la lana").
Negli stessi anni è stato anche arrangiatore per la casa discografica Ariel, nel periodo in cui era direttore artistico Piero Ciampi; e proprio su un testo di Ciampi Elvio Monti scrive la musica per Nato in settembre, pubblicato su 45 giri nel 1964 nell'interpretazione dall'attrice Georgia Moll.
Con il cantautore livornese si crea un rapporto di amicizia, e i due lavorano ancora insieme: Monti scrive le musiche di alcune canzoni di Ciampi che vengono incise nel 1967 dalla cantante Lucia Rango nel suo album "Lucia Rango Show", pubblicato dalla casa discografica Sibilla (per la precisione "Samba per un amore", "Il tuo volto", "Stasera resta qui", "Primavera a Roma", "Ti ho sognato" e "Sono stanca").
Per la Sibilla Monti lavorò anche per le orchestrazioni di altri artisti, come Mino De Marzi (per cui scrive le musiche della canzone Prendi il primo treno).
Nel 1966 collabora con Franca Evangelisti, scrivendo le musiche delle canzoni Il nido e Eppure è facile, che l'autrice incide con lo pseudonimo di Evy Angeli.
Nel 1968 compone la musica di L'estasi (il testo è di Armando Stula), in cui Andrea Giordana e l'attrice ligure Marisa Solinas si lasciano andare ad una serie di gemiti e sospiri, anticipando di poco la celebre Je t'aime... moi non plus di Serge Gainsbourg e Jane Birkin.
Nel 1970 in collaborazione con Italo Salizzato e Mario Raspanti compone la musica dei brani strumentali "Universum" e  "Lady Moon".

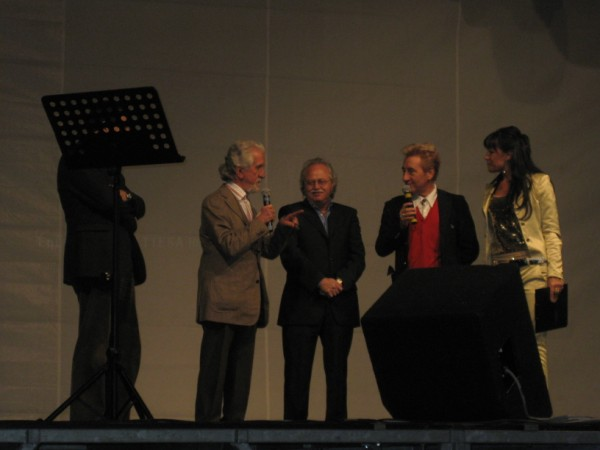
Elvio Monti, Silvano Chimenti, Dario Salvatori e Floriana Rignanese durante la manifestazione Omaggio a Pino Rucher, una vita per la chitarra tenutasi a Manfredonia

Nel 1971 ha scritto le musiche del cartone animato Leoniglio disegnato da Sergio Minuti e trasmesso dalla RAI; collabora, nello stesso anno, con Gina Lollobrigida per cui cura gli arrangiamenti delle due canzoni contenute nel 45 giri Nel mio orto/Prendimi tu.
Negli anni settanta Elvio Monti ha poi collaborato con gli Squallor, scrivendo anche alcune musiche insieme a Totò Savio (ad esempio Berta, Vacca, Gennarino primo, Revival, La ricreazione, Al traditore, Il computer Amadeus e Acqua marcia), ed arrangiando gli album Vacca nel 1977 e Cappelle nel 1978.
Sempre agli anni settanta risale la collaborazione, come arrangiatore e compositore, con l'etichetta torinese Kansas.
Nel 1977 lavora con il cantautore Mario Bonura, per cui scrive le musiche dei brani E grido e grido e grido e Ma che triste giornata.
Ha inoltre arrangiato due album del cantante folk Alvaro Amici, Roma de mi madre e Roma canta, entrambi pubblicati dalla Fonit Cetra.
Ha composto diverse colonne sonore per il cinema; dagli anni ottanta si occupa anche di riarrangiamenti di melodie sacre e liturgiche per le Edizioni Paoline: non abbandona però la musica leggera, e negli ultimi anni ha collaborato sempre come arrangiatore con la cantante Jenny B.
Il 5 ottobre 2008 ha partecipato al memorial di Pino Rucher (chitarrista RAI) a 12 anni dalla sua morte. La manifestazione è stata patrocinata dal Comune di Manfredonia e dalla Provincia di Foggia.

## Colonne sonore

### Compositore
- Alleluja e Sartana figli di... Dio (1972; in collaborazione con Franco Zauli)
- L'amante del demonio (1972)
- Cristiana monaca indemoniata (1972)
- Quando i califfi avevano le corna (1973; in collaborazione con Franco Zauli)
- Dagli archivi della polizia criminale (1973)
- American fever (1978)
- Follia erotica di una diciottenne (1982; in collaborazione con Franco Zauli)
- Lei non sa chi sono io (1984; in collaborazione con Franco Zauli)

### Direttore d'orchestra
- La patata bollente (1979)
- E la nave va (1983)
- Amarsi può darsi (2001)

## Discografia parziale

### Album

#### 33 giri
- 1972: Folklore regionale italiano (Iller, IL 5)
- 1975: Tastiere n° 2 (Fama, FM 14; con Nevil Cameron)

### EP
- 1968: Cima Adamello/La busazza/Cresta croce/Rifugio Denza (Sibilla, PEP 4501)

### Singoli

#### 45 giri
- 1967: Dove stai, o Signore/L'acqua viva (Edizioni Paoline, SI 45.6)
- 1970: Universum/Lady moon (Sibilla TN 2057; Complesso Italo Salizzato).